# Флотаційна машина типу ОК

Схема пневмомеханічної флотаційної машини типу ОК
(1 — корпус камери; 2 — повітровід; 3 — ротор; 4 — статор; 5 — вал).

Флотаці́йна маши́на ти́пу ОК (Фінляндія) складається з прямотечійних камер квадратного перетину.
У кожній камері є аератор, який складається з ротора 3 і кругового радіального статора 4. Ротор являє собою диск, до якого знизу симетрично по колу кріпляться десять елементів V-подібної форми.
Кожний елемент має дві радіальні лопатки. Лопатки сусідніх елементів паралельні й між ними є щілини, з яких повітря, що надходить через порожній вал 5, виходить у камеру 1. При обертанні ротора пульпа з дна камери засмоктується вгору в порожнину між радіальними лопатями і виходить у верхній частині ротора. Точки виходу пульпи і повітря з порожнини ротора чергуються поперемінно по колу, але на виході з нього змішуються і створена пульпо-повітряна суміш викидається між лопатками статора в камеру. Бульбашки піднімаються в піну, а пульпа по дну камери повертається на імпелер й утворює циркуляційний потік. Аератор має добрі аераційні характеристики. Зйом піни двосторонній. Рівень піни у камерах підтримується автоматично. Машина ОК компонується з двокамерних або чотирикамерних секцій, які встановлюються каскадно.
Флотомашини ОК випускають з об'ємом камер 16 (ОК-16) і 38 м3 (ОК-38).